# Кривая Лука (Тверская область)
Крива́я Лука́ — посёлок сельского типа в Жарковском районе Тверской области. Относится к Новосёлковскому сельскому поселению.
Находится в 22 километрах к западу от районного центра посёлка Жарковский, на правом берегу реки Межа. Через реку перекинут пешеходный висячий мост.
В посёлке есть школа, клуб, почта, работает магазин.
Основное занятие жителей — лесное хозяйство, здесь контора Соловского участкового лесничества.
Население по переписи 2002 года — 126 человек, 59 мужчин, 67 женщин.
Песчаная дорогая протяженностью около 14 километров связывает Кривую Луку с асфальтированной дорогой «Западная Двина — Жарковский». Также песчаные дороги ведут в Железницу, Высочерт. По старой дороге от перекинутого через реку Межу висячего моста можно добраться до расположенного выше по течению Межи посёлка Ордынок.
В окрестностях Кривой Луки собирают чернику, бруснику, клюкву. За рекой Межой в завалах леса собирают малину.